# Ван Зёйлен ван Нейевелт, Йоан Адриан Хуго
Барон Йоан Адриан Хуго ван Зёйлен ван Нейевелт (нидерл. Joan Adriaan Hugo Baron van Zuylen van Nijevelt; 5 февраля 1854, Гаага — 16 июня 1940, Дорн) — нидерландский придворный, дирижёр и музыкальный организатор.
Сын королевского камергера и фрейлины. Изучал право в Лейденском университете, в 1883 г. защитил диссертацию. В 1886—1927 гг. исполнял обязанности королевского камергера, одновременно в 1886—1917 гг. член муниципального совета Гааги. Входил также в руководство компаний Billiton и Stannum, занимавшихся добычей полезных ископаемых в Голландской Ост-Индии.
Получил домашнее музыкальное образование, в том числе у придворного учителя музыки Изаака Стортенбекера. В 1888 г. дебютировал как дирижёр с курортным оркестром Схевенингена. Некоторое время дирижировал в Гааге так называемыми Народными концертами, затем передал руководство ими Генри Виотте. В 1904 г. вместе с Виоттой основал гаагский Резиденц-оркестр и до 1926 г. был его президентом. Как дирижёр предпочитал произведения Иоганнеса Брамса; это сблизило его с Дирком Шефером, посвятившим ему свой фортепианный квинтет (1901).
Опубликовал книгу «Музыкальные очерки» (нидерл. Muzikale studiën; 1892) и ряд других статей о музыке.
Рыцарь Ордена Нидерландского льва, командор Ордена Оранского дома.